# USS Incredible (AM-249)
USS Incredible (AM-249) trałowiec typu Admirable służący w United States Navy w czasie II wojny światowej. Służył na północnym Atlantyku, następnie na Pacyfiku. Brał także udział w wojnie koreańskiej.
Okręt został zwodowany 21 listopada 1943 w stoczni Savannah Machine & Foundry Co. w Savannah (Georgia), matką chrzestną była Herbert Hezlep. Jednostka weszła do służby 17 kwietnia 1944, pierwszym dowódcą został Lt. R. N. Ekland, USNR.
Brał udział w działaniach II wojny światowej. Oczyszczał z min wody Dalekiego Wschodu po wojnie. Brał udział w działaniach wojny koreańskiej. Sprzedany na złom 8 sierpnia 1960 firmie National Metal and Steel Corp..

## Odznaczenia
„Incredible” otrzymał 2 battle star za służbę w czasie II wojny światowej oraz 4 za służbę w czasie wojny koreańskiej.